# Убийство делегации Питера Ретифа
Убийство делегации Питера Ретифа — массовое убийство 100 фуртреккеров зулусским инкоси Дингане на территории современного Квазулу-Натала в 1838 году.

## Убийство
Несмотря на опасность, Питер Ретиф покинул район верхней Тугелы 28 января 1838 года, полагая, что сможет договориться с Дингане о постоянных границах для поселения Наталь. Он встретился с Дингане в Умгунгундлову. У него сложилось впечатление, что Дингане готов вести переговоры, но только в том случае, если Ретиф вернёт ему скот, украденный вождём батлоква по имени Секонела. В конце концов Питер нашёл скот и вернул часть стада Дингане. Акт о передаче района Тугела-Умзимвубу, хотя и датированный 4 февраля 1838 года и написанный Яном Бантьесом (секретарём Ретифа), был подписан Дингане 6 февраля 1838 года, причём обе стороны записали по три свидетеля каждая. Дингане пригласил группу Питер посмотреть особое представление его солдат, после чего Дингане вскочил на ноги и приказал своим солдатам захватить группу Ретифа и их слуг.
Питер, его сын, люди и слуги, всего около 100 человек, были доставлены на соседний склон холма Ква-Мативане. Зулусы убили всю группу, забив их дубинками, а Питера Ретифа убили последним, чтобы он стал свидетелем гибели своих товарищей. Их тела были оставлены на склоне холма Ква-Мативане на съедение стервятникам и падальщикам, как это было принято у Дингане с его врагами.

## Мотивы

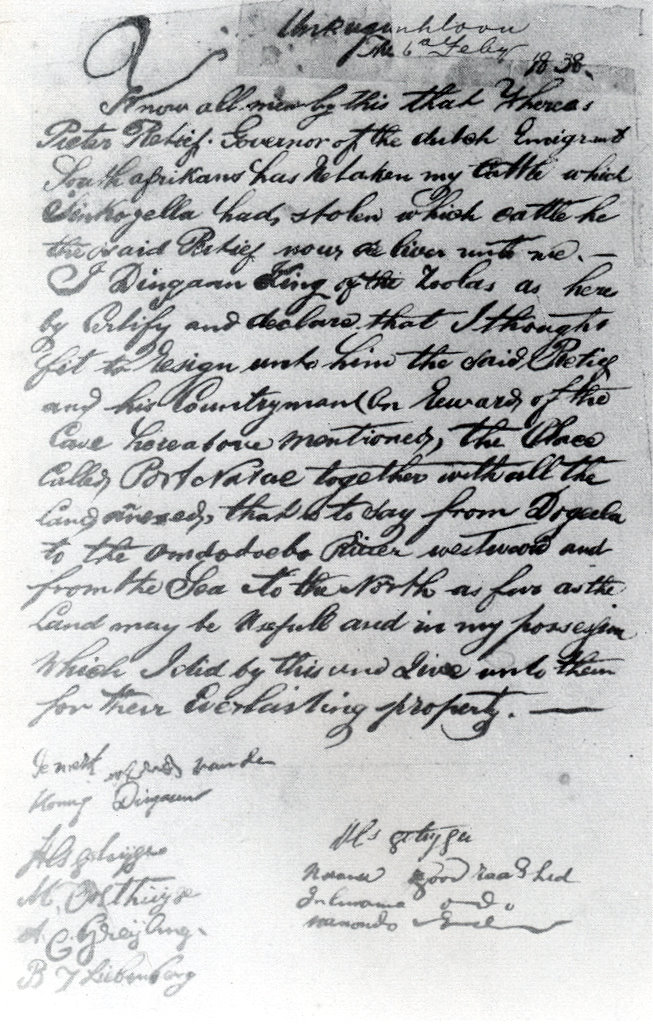
Договор Питера Ретифа с Дингане 1838 года

Считается, что нападение было преднамеренным, и было маловероятно, что Дингане собирался уступить землю по договору, так как он верил, что земля была божественно унаследована им. Что же касается обоснования его нападения, то имеется множество причин.
Одна из самых популярных причин, приводимых историками, заключается в том, что Дингане чувствовал угрозу, потому что он получил известие о том, что фуртреккеры, которые недавно вытеснили Мзиликази из Трансвааля, захватили его. Тот факт, что Ретиф посылал Дингане письма с намёками на изгнание Мзиликази, которые легко можно было истолковать как завуалированную угрозу.
Дингане боялся, что его ждёт та же участь, если он не нанесет упреждающий удар по фуртреккерам. Поступали также сообщения о том, что фуртреккеры окружили поселение Умгунгундлову, что было истолковано как разведка.
Ещё одна причина заключается в том, что Дингане послал Питера и его людей за украденным скотом, что на самом деле было стратегическим шагом, чтобы посмотреть, можно ли доверять Ретифу. По словам офицеров разведки Дингане, он не отдал весь скот, который получил от Секонелы.
Одна из причин, приведённая несколькими учёными, заключается в том, что Дингане также было обещаны лошади и ружья, а также возвращение его скота. Когда Ретиф вернулся, чтобы отдать Дингане свой скот, он не дал ему ни оружия, ни лошадей. Независимо от того, какое событие повлияло на Дингане, совершенно очевидно, что он стал недоверчиво относиться к фуртреккерам.

## Последствия

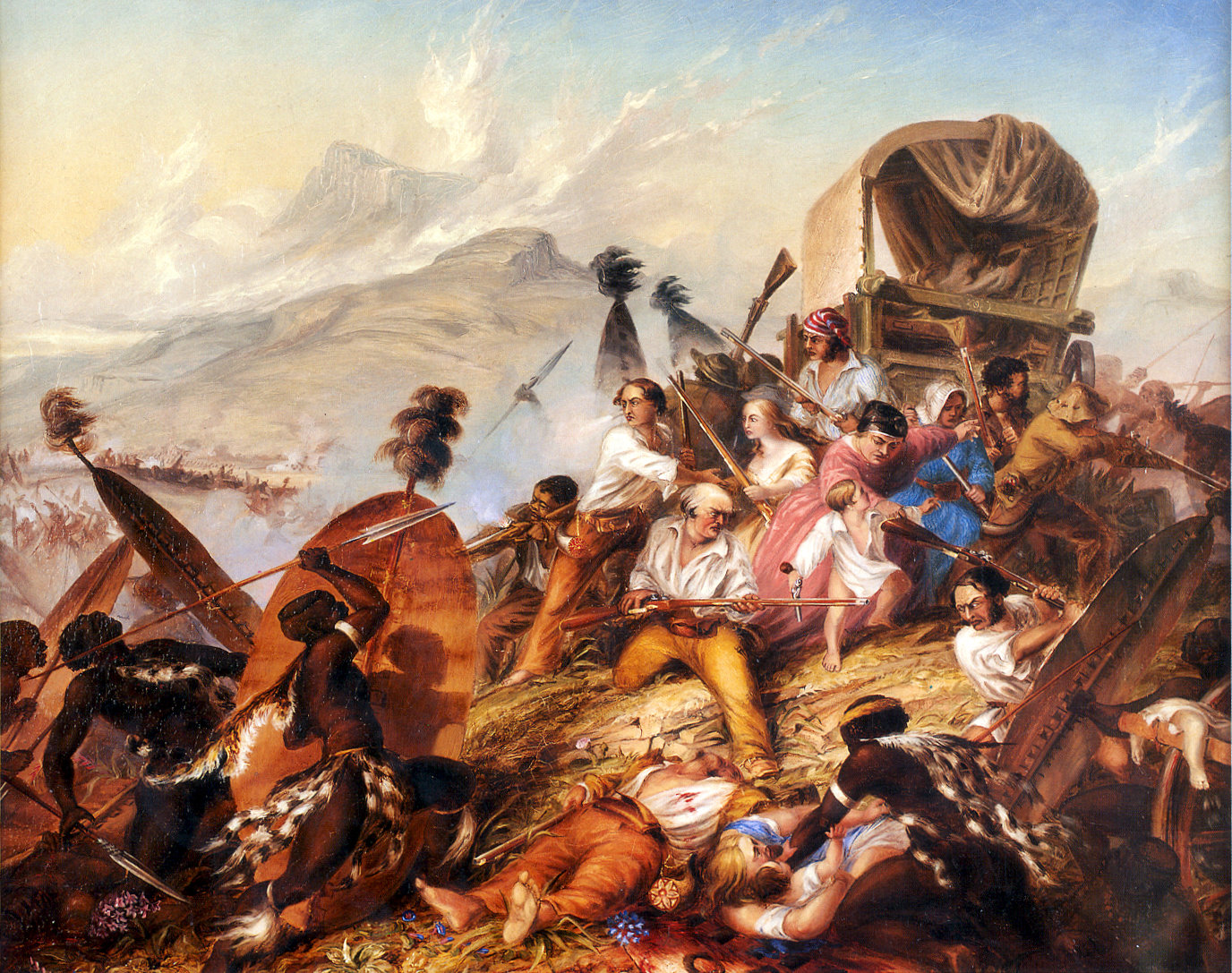
Нападения зулусов на лагерь буров. Чарлз Белл (1838)

После убийства делегации Питера Ретифа Дингане атаковал нескольких ничего не подозревающих лагерей фуртреккеров, включая лагерь в Блукрансе. Это повергло Великий трек во временное смятение. В общей сложности 534 мужчин, женщин и детей были убиты в резне в Винене.
Смерть делегации Ретифа и резня в Винене в конечном итоге привели к решающей победе фуртреккеров в битве на Кровавой реке, после которой Андрис Преториус и его «Коммандо победы» похоронили остатки группы Ретифа 21 декабря 1838 года. Ян Бантьес, бывший секретарь Ретифа, а после секретарь Преториуса, записал сражение и всю декабрьскую кампанию в Журнале Бантьеса (Bantjes Journal).
Из сумки Ретифа был извлечён неповрежденный документ Передача Наталя (The Cession of Natal), также написанный Бантьесом и позднее подтвержденный членом "Коммандо победы " Э. Ф. Потгитером. Сохранились две точные копии этого документа (каждая из которых может быть оригиналом), но легенда гласит, что оригинал исчез при транзите в Нидерланды во время Англо-бурской войны. Место захоронения Ретифа было более или менее забыто, пока в 1896 году на него не указал Дж. Х. Хаттинг, оставшийся в живых член коммандо Преториуса. В 1922 году рядом с могилой был установлен памятник с именами членов делегации Ретифа.